# Nemzeti Tőzsdefejlesztési Alap
A Nemzeti Tőzsdefejlesztési Alap célkitűzése, hogy elősegítse a Magyarországon működő kis- és középvállalkozások tőzsdei megjelenését, növelve a Budapesti Értéktőzsdén jegyzett vállalkozások számát. Az alap által a versenyképes vállalkozások, tőke formájában – eseti jelleggel kiegészítve ezt kvázi sajáttőke-befektetéssel vagy tagi kölcsönnel – forráshoz jutnak. A tőkejuttatás mellett a tőkepiaci mechanizmusok szabályait betartva tanácsadási szolgáltatás is elérhető, ezen eszközök együttes alkalmazása lehetővé teszi a szükséges átalakítások végrehajtását, a külső finanszírozási források újrapozícionálását, adott esetben az egyébként más közösségi vagy hazai forrás keretében rendelkezésre álló vissza nem térítendő támogatások igénybevételét.
A Nemzeti Tőzsdefejlesztési Alap célja alapvetően kettős. Egyrészt a program a hazai vállalkozások fejlesztésének támogatására fókuszál, beleértve a versenyképességet, növekedést és hatékonyság javítás kritikus tényezőit. Ennek keretében hozzájárulhat új piacok eléréséhez, beruházáshoz, meglévő termékpaletta bővítéséhez, illetve olyan üzletfejlesztési megoldások megvalósításához, amelyek elősegítik a meglévő működés javítását és új ügyfelek megszerzését. Az alap zártkörűen működő társaságokba (kft–k vagy zrt-k), vagy nyilvánosan működő és MTF-en regisztrált részvénytársaságokba nyilvános és zártkörű tranzakciók során fektethet be.
Másrészt a tőkeprogram célja, hogy növelje a hazai tőkepiacon, elsősorban a Budapesti Értéktőzsdén megjelenő hazai kkv-k számát, ezzel hozzájárulva a finanszírozási eszközök diverzifikációjához, hatékony forrásbevonási lehetőséget biztosítva a magas növekedési potenciállal rendelkező, nemzetközi piacra lépésre érett és további növekedésre képes vállalkozások számára. Cél, hogy az érintett végső kedvezményezett vállalkozások a hazai MTF piacra kerüljenek bevezetésre, illetve a céltársaságok nyilvános tranzakciót valósítsanak meg a tőzsdén. Ennek érdekében a befektetést követően a céltársaság bevezetésre kerül az MTF piacra. Amennyiben az alapkezelő úgy ítéli meg, hogy a társaság erre még nem érett, akkor a felkészítést követően 12 hónapon belül kell erre sort keríteni. Kivételes esetben ez további 12 hónappal meghosszabbítható. Nyilvános kibocsátás keretében az alap részt vesz az ügylet lebonyolításában, társbefektetőként.
A tőkebefektetéseknek elő kell mozdítaniuk a privát tőkebefektetést, független és/vagy professzionális pénzügyi és szakmai befektetők társbefektetőként történő bevonásával. A privát tőkebefektető bevonására az Általános Csoportmentességi rendelet 21§ irányadó, mértéke 10 és 60% között változik.